# Reet (België)

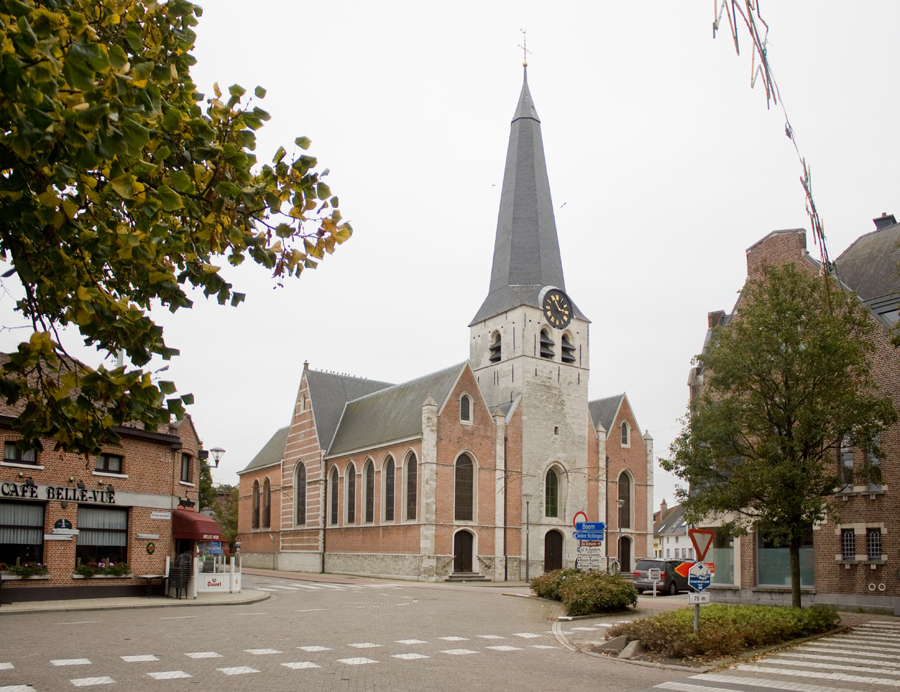
Parochiekerk Heilige Maria Magdalena

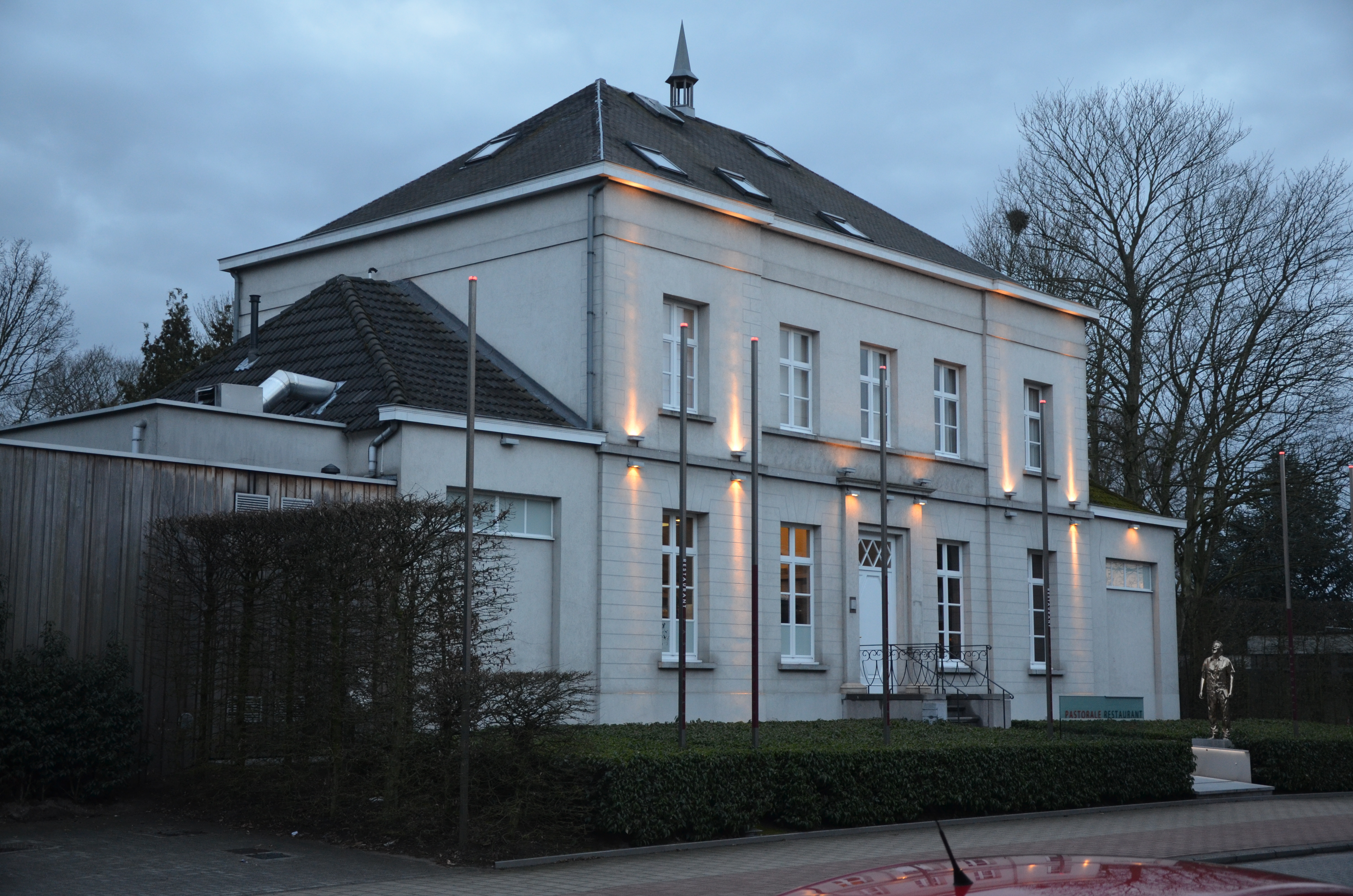
De oude pastorie aan de Laarstraat 22

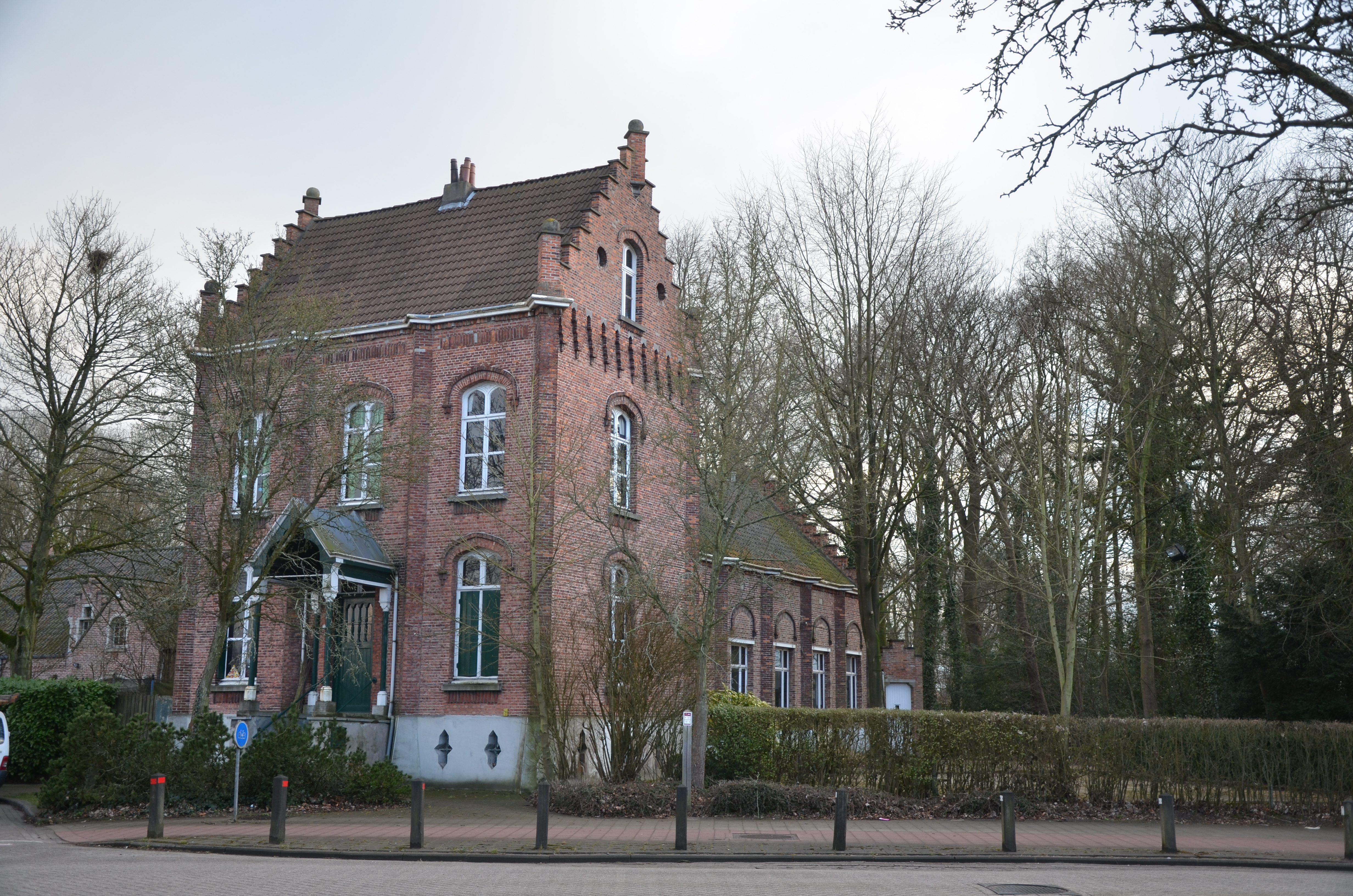
Het vroegere Papscholeke

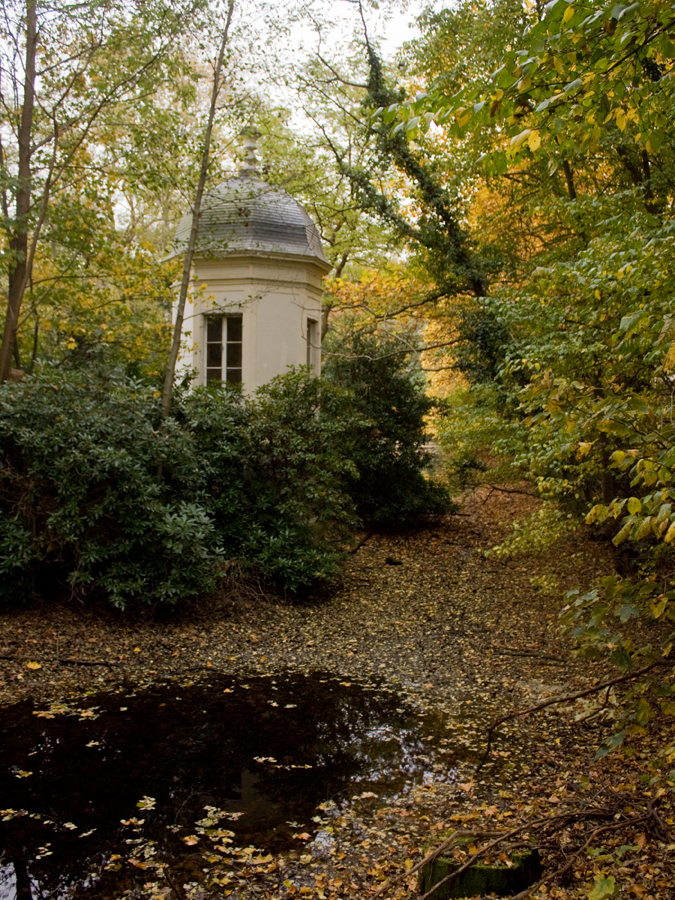
Het "Theehuis" bij kasteel Laarhof

Reet is een dorp in de Belgische provincie Antwerpen en een deelgemeente van Rumst. Reet was een zelfstandige gemeente tot aan de gemeentelijke herindeling van 1977.

## Toponymie
De herkomst van de naam "Reet" is niet met zekerheid vast te stellen. Om te beginnen heeft de naam Reet mogelijk een Keltische oorsprong net als veel andere namen in de streek zoals Kontich, Boom, Aartselaar en Rumst. De Germaanse volkeren die zich er vanaf de 4e eeuw vestigden namen de oorspronkelijke Keltische namen met hun eigen tongval over.
Een andere mogelijkheid zou zijn dat "Reet" uit Middelnederlands rede ‘berijdbare weg, rijweg’ komt. De plaats ontstond dus wellicht langs een rijweg of “rede” (vergelijk Engels road), die liep over de hogere, meer tegen overstroming beveiligde gronden. Reet ontleende dus zijn naam aan de oorspronkelijke verbindingsweg (vooral voor voertuigen) tussen Rumst en Schelle, die, vóór de indijking van de Rupel, over de hoge gronden van Reet en Boom liep.
In het verleden komen verschillende spellingen voor. Vanaf het begin van de 14e eeuw ziet men onder andere de volgende schrijfwijzen: Reeth, Reet, Reit, Reete, Reedt, Rethen etc. Mogelijke andere verklaringen zijn: Reet in de betekenis "afgescheurd" (van Kontich), Reet lijkt op "riet", Reet in de betekenis "waterpoel" (laar - reet rond 1858) voor vlas en hennep of Reet als verbastering van rede voor boten (Reet ligt overigens niet aan een rivier). Geen enkele verklaring is wetenschappelijk bewezen.

## Geschiedenis
Reet ontstond als een gehucht van Kontich. Op het eind van de middeleeuwen vormde Reet samen met Waarloos een vierschaar, maar in 1670 werden Reet en Waarloos twee afzonderlijke heerlijkheden.
1308-1309 werd de parochie opgericht. Het patronaatsrecht behoorde aan de Abdij van Lobbes.
Niettegenstaande de deelgemeente Reet de grootste oppervlakte heeft, de meeste inwoners telt en het gemeentehuis gevestigd is in Reet (op het Koningin Astridplein), is Rumst de hoofdgemeente. Die keuze is er gekomen doordat bij de fusie Rumst meer inwoners had dan Reet en Rumst bovendien een zeer rijke geschiedenis heeft. Voor de fusie was Reet nog een landelijke gemeente die sterk gegroeid is door de vele verkavelingen. Het moderne gemeentehuis dat de gemeente Reet had gebouwd enkele jaren voor de fusie heeft ertoe geleid dat het gemeentehuis van de fusiegemeente in Reet staat. Reet was een zelfstandige gemeente tot einde 1976, heeft een oppervlakte van 9,47 km² en telde in 2004 6873 inwoners.
Het gemeentehuis van Reet, nu het gemeentehuis van Rumst, staat centraal aan het Koningin Astridplein.

### Burgemeesters voor de fusie
Volledige lijst met burgemeesters
- 1826-1839: J. Ch. Vermylen
- 1840-1861: Petrus Adrien Wegge
- 1862-1899: Philip J. Van den Enden
- 1899-1912: Jozef Henri De Weerdt
- 1912-1921: Frans Van Ranst
- 1921-1927: Jozef Henri De Weerdt
- 1927-1936: Jozef Van Tichelen
- 1937-1955: Eugeen Roelandts[6]
- 1955-1958: Johannes Van Meirhaeghe
- 1958-1960: Frans Lotry
- 1960-1971: August Vermylen
- 1971-1976: Leo Peeters

## Demografische ontwikkeling
- Bronnen:NIS, Opm:1806 tot en met 1970=volkstellingen; 1976 = inwoneraantal op 31 december

## Monumenten (gebouwen en landschappen)
- 't Papscholeke, een voormalige kleuterschool met woonhuis, neogotische stijl, uit 1880, aan de Laarstraat
- voormalige pastorie, uit 1836, aan de Laarstraat, waar van 1992 tot 2022 het restaurant 'De Pastorale' (2 Michelin-sterren) gevestigd was[7]
- Maria Magdalenakerk
- Kasteel Laarhof, met monumentaal kasteelpark (privé-domein)

## Bezienswaardigheden
- Oud - Gemeentehuis, aan de Laarstraat, nu muziekschool
- Watertoren aan de Rumstestraat, vroegere Pidpa-watertoren, nu eigendom van de gemeente Rumst, Uitkijktoren over het kleilandschap
- Oude boerderijen, o.m. Keelhoeve, Schanshoeve, Beuckelierehoeve, Morenhoeve, en meer oude boerderijen
- Standbeelden van beeldhouwer Rik Poot: Het Staande Paard ( Molenstraat) en De Hond (Rozenlaan)
- Gemeentehuis (Koningin Astridplein): modern administratief gebouw (oudste gedeelte uit 1975 van architect Van Camp, recente uitbreiding in 1995 van architecten Marckx, De Raeymaecker en Kerkhofs)
- AZ Rivierenland, Ziekenhuis, vroeger Kliniek H. Familie, aan de A12
- Reet - Statie, Het station Reet, op de spoorlijn Boom - Kontich (Leireken) werd na de afschaffing van spoorlijn 61 afgebroken.

## Religie
De H. Maria Magdalenakerk staat in het centrum van Reet; de toren dateert uit de 14e eeuw, belangrijke verbouwingen en uitbreidingen in de 16e en 19e eeuw. Volledig gerestaureerd tussen 1990 en 2000.
Naast de Maria Magdalenakerk is er nog een kerk in Reet, de Sint-Jozefskerk, gebouwd in 1958 voor de wijk Predikherenvelden en gelegen aan de Salvialaan 41. Deze kerk was aanvankelijk een hulpkerk van de Onbevlekt Hart van Mariaparochie, die hoofdzakelijk op het grondgebied van Aartselaar is gelegen.

## Natuur en landschap
Hoewel Reet een landelijk karakter heeft behouden ligt het dicht tegen de Antwerpse agglomeratie. Het gebied is zandig en de hoogte bedraagt 12-31 meter.

## Cultuur

### Evenementen
- De Lichtfeesten, medio augustus
- Brooikensdag, medio september om de vijf jaar (in 1961 en 1986 en 1991 Brooikensstoet)
- Dorpsfeesten, einde juni
- Reet soirée, laatste weekend van Juni

## Mobiliteit
- Het voormalige station Reet op de voormalige spoorlijn 61 (Antwerpen - Aalst)
- Autowegen: A12 Antwerpen - Boom - Brussel (in het westen van de gemeente); E19 Antwerpen - Mechelen - Brussel (in het oosten van de gemeente); N171 - Edegem - Kontich - E19 - Reet (in het boorden van de gemeente).
- Parkings: a) centraal gelegen: Eikenstraat - Processieweg - Rumstsestraat - Begijnenbossen
- b) elders: A.Z. Rivierenland ('s Herenbaan) - Delhaize ('s Herenbaan) - Carrefour (Molenstraat) - Lidl ('s Herenbaan)
- Openbaar vervoer: buslijnen van De Lijn (Antwerpen - Reet - Rumst - Mechelen en Boom - Kontich - Lier)

## Sport
- Koninklijke Reet Sportkring, een voetbalploeg actief in de 4de provinciale afdeling Antwerpen van de KBVB; clubhuis met cafetaria aan de Processieweg
- Sportschuur HOOGVELDEN, gebouwd in 2010 - 2012, sportzaal voor zaalsporten, petanquehall met 6 terreinen, outdoor petanque-terrein, cafetaria aan de Processieweg
- Judoschool Reet, aan de Processieweg, judolokalen met cafetaria, aan de Processieweg
- De Klinkaert, een club voor tennis, padel, voetbal en wielrennen; clubhuis met cafetaria en parking aan de Kerremansstraat

## Bekende personen uit Reet
Bekende personen die geboren of woonachtig zijn of waren in Reet of een andere significante band met de gemeente hebben:
- Jef Huygh (1885-1946), architect
- Herbert Flack (1949), acteur
- Werner Van Hoylandt (1951), kunstschilder
- Eddy Huyghe (1951), provincieraadslid en burgemeester van Rumst
- Jan Hadermann (1952), componist, muziekpedagoog en dirigent
- Frieda Steurs (1958), taalkundige
- Kris Peeters (1962), gedelegeerd bestuurder voor Unizo en minister - president (CD&V)
- Wim Smets (1968), klimmer
- Katleen De Caluwé (1976), sprintster
- Gunther Levi (1976), acteur
- Ann Van den Broeck (1976), musicalactrice
- Senne Wyns (1988), judoka
- Eva De Roo (1988), presentatrice

### Fictief
- Het personage Sjef van Oekel (voor het eerst in 1972 te zien bij Barend Servet) was volgens geestelijk vader Wim T. Schippers afkomstig uit Reet.
- De Reetse Vaart is een fabel uit volksverhalen.

## Nabijgelegen kernen
Aartselaar, Waarloos, Boom, Niel, Rumst